# Piotr Celeban
Piotr Celeban (* 25. Juni 1985 in Stettin, Polen) ist ein ehemaliger polnischer Fußballspieler.

## Karriere
Piotr Celeban erlernte das Fußballspielen in seiner Heimatstadt Stettin bei Pogoń Szczecin. 2003 kam er dann in den Profikader. Anfänglich kam er allerdings nur sehr selten zum Einsatz und wurde 2006 an den damaligen Zweitligisten Śląsk Wrocław ausgeliehen. Hier spielte er eine starke Saison und war in darauffolgenden Saison 2006/07 fester Bestandteil der Mannschaft von Pogoń Szczecin in der Ekstraklasa. 2007 wechselte er zum aufstrebenden und finanzstärkeren Klub Korona Kielce. Wegen der starken Konkurrenz kam er jedoch auf nur 13 Einsätze und verließ den Klub zum Saisonende in Richtung Breslau zu Śląsk Wrocław. Hier wurde er absoluter Stammspieler und Leistungsträger. Im Jahr 2012 gewann er mit seinem Team die polnische Meisterschaft. Anschließend wechselte er nach vier Jahren zum FC Vaslui nach Rumänien. Nach 29 Spielen und sieben erzielten Toren löste er seinen Vertrag Ende Mai 2013 vorzeitig auf, nachdem der Klub sein Gehalt nicht bezahlte. Knapp einen Monat später gab Celeban bekannt, dass er weiterhin für den FC Vaslui auflaufen werde, nachdem ihm der Klub die ausstehenden Gehälter gezahlt und eine Gehaltserhöhung zugesprochen hatte. Anfang April 2014 löste er seinen Vertrag mit dem FC Vaslui letztendlich auf. Im Sommer 2014 kehrte er zu Śląsk Wrocław zurück. 2021 wechselte er in deren zweite Mannschaft.

## Karriere in der Nationalmannschaft
Am 14. Dezember 2008 feierte Celeban sein Debüt in der polnischen Nationalmannschaft beim 1:0 gegen Serbien. Von Anfang 2011 bis Anfang 2013 wurde er nicht mehr nominiert. 

## Erfolge
- Polnischer Ligapokalsieger (2009)
- Polnischer Meister (2012)